# Erla Bergendahl Hohler
Erla Karine Bergendahl Hohler, född den 20 november 1937, död 9 juni 2019, var en norsk konsthistoriker och professor emerita knuten till Universitetet i Oslo. Bergendahl Hohler har främst inriktat sig på forskning om stavkyrkor och har författat omfattande verk i ämnet. Hon ingick även i Heraldisk Tidskrifts redaktionsråd. Hon var tidigare gift med numera avlidne Christopher Hohler och har tre barn med honom.